# Coptobasoides leopoldi
Coptobasoides leopoldi is een vlinder van de familie van de grasmotten (Crambidae). De wetenschappelijke naam van deze soort is voor het eerst voorgesteld door Antonie Johannes Theodorus Janse in een publicatie uit 1935.
De soort komt voor op Sulawesi.